# آشاغی قشلاق (بایبورد)
آشاغی قشلاق {{ترکی|Aşağıkışlak) (به کردی: Qişlaqa Jêrîn) یک منطقهٔ مسکونی در ترکیه است که در بایبورد واقع شده‌است. آشاغی قشلاق ۴۷ نفر جمعیت دارد.